# Gustav Jeuthe
Gustav Jeuthe (* 6. September 1876 in Bernburg; † 8. Februar 1963 in Dessau) war ein deutscher Politiker (SPD).

## Leben

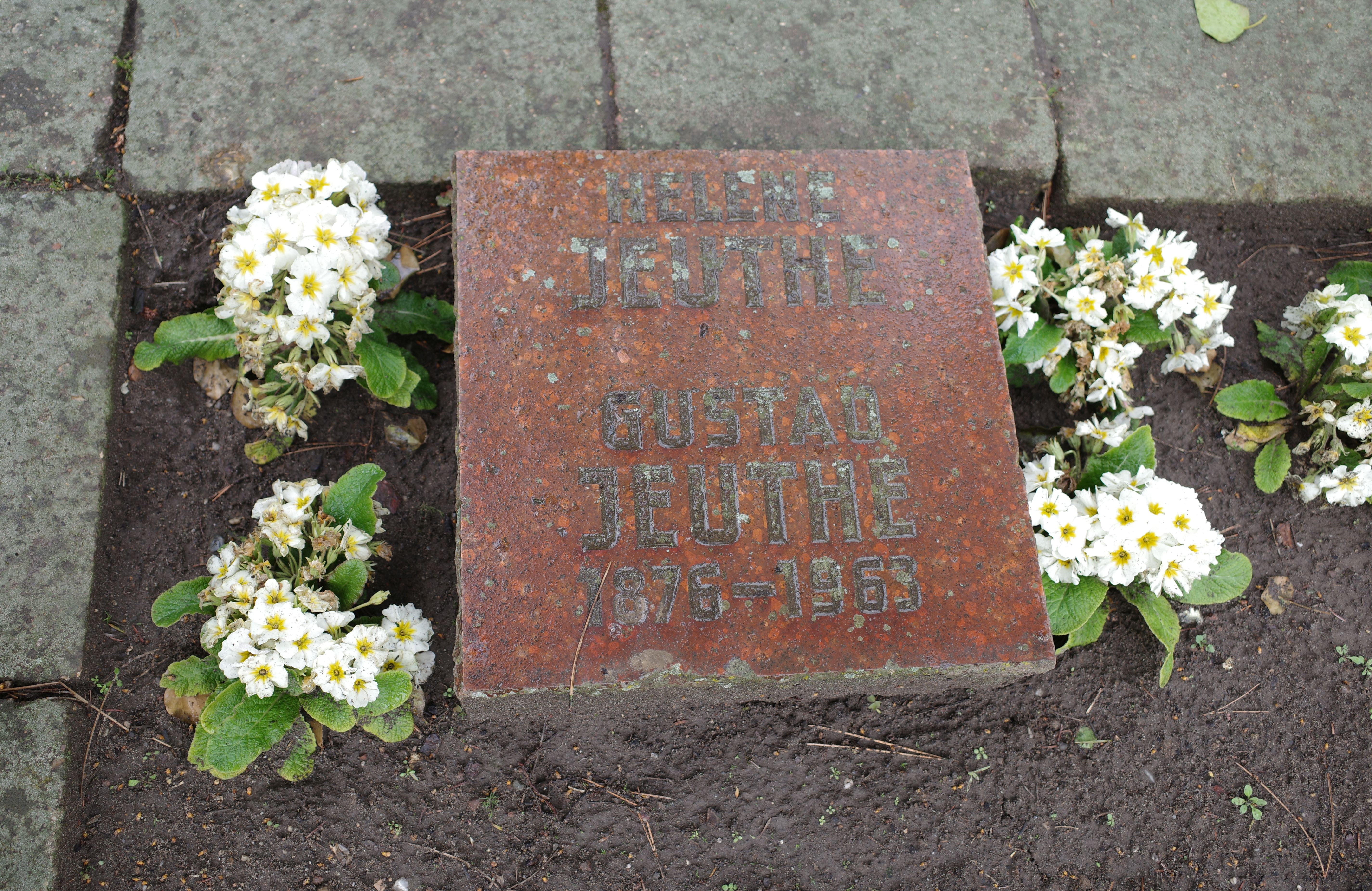
Ruhestätte in Dessau

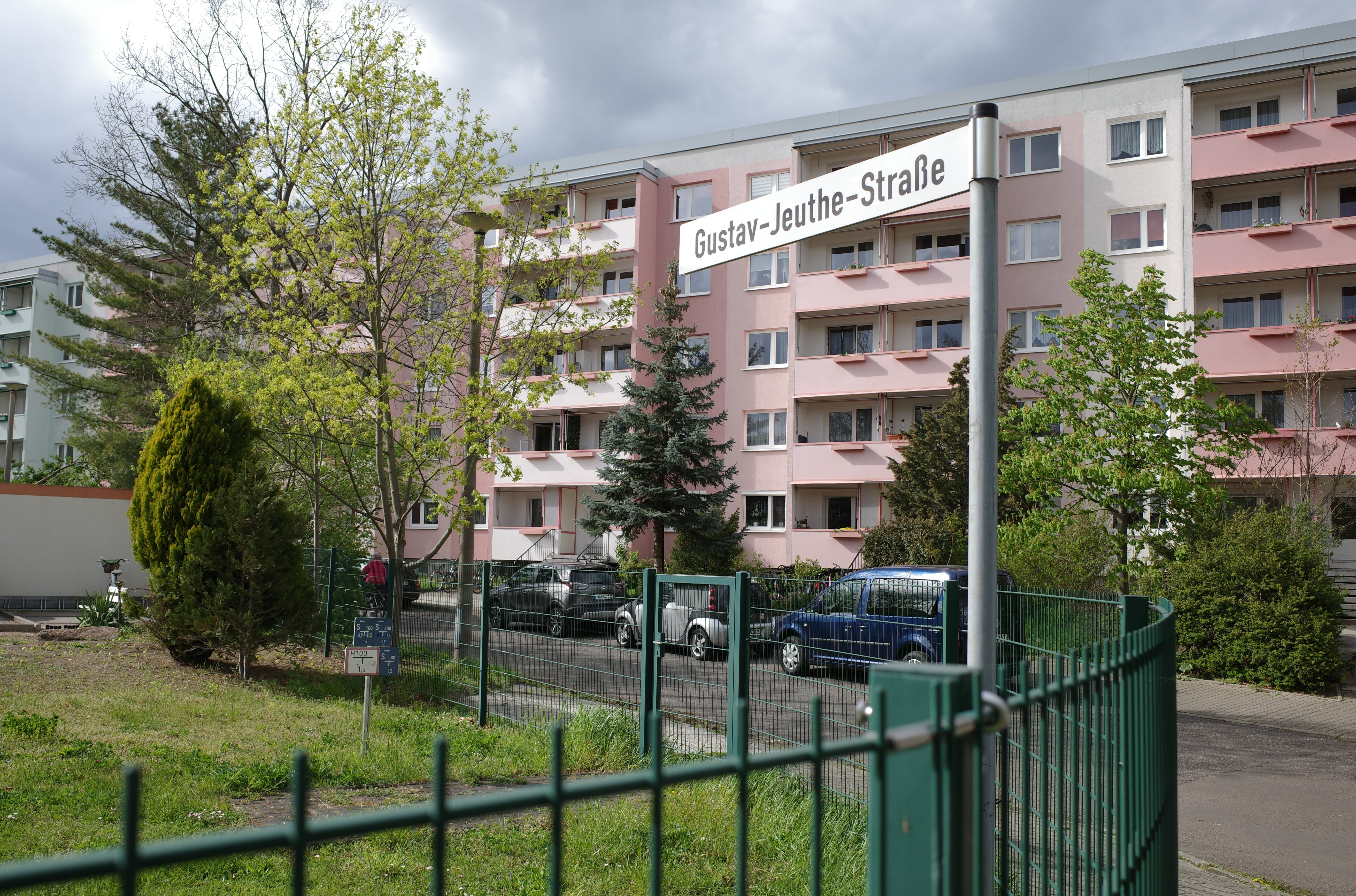
Gustav-Jeuthe-Straße

Jeuthe, der nach dem Volksschulabschluss den Beruf des Buchdruckers und Setzers ausübte, war von 1904 bis 1933 als Buchhalter und Kassierer für das Volksblatt für Anhalt tätig, dessen Geschäftsführung er 1919 übernahm. Im gleichen Jahr wurde er auch Geschäftsführer der Arbeitsdruckerei in Dessau. Daneben engagierte er sich in der Arbeitnehmervertretung und wirkte 1905/06 als Vorsitzender des Dessauer Gewerkschaftskartells. Außerdem fungierte er seit 1927 als stellvertretender Vorsitzender im Hauptvorstand des Arbeiter-Turn- und Sportbundes in Leipzig sowie als Vorsitzender des Landes-Arbeiter-Sportkartells des Freistaates Anhalt. Er starb in Köthen und wurde in Dessau beigesetzt.

## Politik
Während der Zeit des Deutschen Kaiserreiches trat Jeuthe in die Sozialdemokratische Partei Deutschlands (SPD) ein. Er war 1911/12 Vorsitzender der Wahlkreisorganisation für Anhalt und in den 1920er Jahren Agitationsleiter des Landesbezirks Dessau-Ost. 1918 wurde er in den Landtag des Freistaates Anhalt gewählt, dem er ohne Unterbrechung bis 1933 angehörte.

## Ehrungen
- Gustav-Jeuthe-Straße in Dessau-Roßlau